# Speyeria hermosa
Speyeria hermosa är en fjärilsart som beskrevs av Comstock 1925. Speyeria hermosa ingår i släktet Speyeria och familjen praktfjärilar. Inga underarter finns listade i Catalogue of Life.